# Liu Hong
Liu Hong (chiń. 劉弘; pinyin Liú Hóng), cesarz Houshao z dynastii Han (chiń. 漢後少帝; pinyin Hàn Hòushàodì, zm. 180 p.n.e.) – czwarty cesarz dynastii Han.
Syn cesarza Huidi i nieznanej z imienia konkubiny lub damy dworu, adoptowany przez cesarzową Zhang Yan. Po śmierci swego brata, cesarza Han Qianshaodi, został w 184 p.n.e. mianowany cesarzem. Był dzieckiem, a realna władza pozostała w rękach jego babki Lü Zhi. W roku 180 p.n.e., po śmierci Lü Zhi, w wyniku przegranych walk wewnętrznych został stracony.
Jego żoną była cesarzowa Lü.